# Gulczewo (województwo wielkopolskie)
Gulczewo – wieś w Polsce położona w województwie wielkopolskim, w powiecie wrzesińskim, w gminie Września.
W latach 1975–1998 miejscowość administracyjnie należała do województwa poznańskiego.
We wsi pałac zbudowany w końcówce XIX wieku (wyremontowany w latach 70. XX wieku), okolony parkiem o powierzchni 2,9 ha, z pierwszej połowy XIX wieku, przekształconym w 1897 i w początkach XX wieku (całość w gestii AWRSP). Na zespół pałacowy składają się ponadto: stróżówka, ogrodzenie z bramą i folwark: obora i jałownik z 1875, stodoła i magazyn z 2 połowy XIX wieku, magazyn zbożowy z około 1880, kurnik z końca XIX wieku, dwojak (dom dla dwóch rodzin), dwa trojaki i czworak (wszystkie z 3 ćwierci XIX wieku).
Wokół miejscowości rozległe sady, należące w przeszłości do PGR w pobliskim Sokołowie. W szczytowym okresie uprawiano tutaj około 150 ha drzew.